# Stazione di Noli
Stazione di Noli 1977-ben bezárt vasútállomás Olaszországban, Noli településen.

## Vasútvonalak
Az állomást az alábbi vasútvonalak érintették:
- Genova–Ventimiglia-vasútvonal

## Kapcsolódó állomások
A vasútállomáshoz az alábbi állomások vannak a legközelebb:
- Spotorno railway station
- Varigotti railway station